# Феррари, Лодовико
Лодовико (Луиджи) Феррари (итал. Lodovico Ferrari; 2 февраля 1522 года, Болонья — 5 октября 1565 года) — итальянский математик, нашедший общее решение уравнения четвёртой степени.

## Биография
С 15 лет Луиджи Феррари был учеником у миланского математика Джероламо Кардано и быстро обнаружил выдающиеся способности. К этому времени Кардано уже был известен алгоритм решения кубических уравнений; Феррари сумел найти аналогичный способ для решения уравнений четвёртой степени. Оба алгоритма Кардано опубликовал в своей книге «Высокое искусство».
В 1540 г. восемнадцатилетний Феррари стал профессором Миланского университета, но в 1556 году вернулся в родную Болонью, где тоже стал профессором математики. Однако вскоре, не дожив до 44 лет, он скоропостижно скончался — согласно упорным слухам, отравленный то ли собственной сестрой, то ли её любовником. Он так и не успел опубликовать ни одного математического сочинения.

## Решение уравнения четвертой степени методом Феррари
Идея его способа состоит в том, чтобы представить левую часть уравнения {\displaystyle x^{4}+ax^{3}+bx^{2}+cx+d=0} в виде разности двух квадратов, тогда эту часть можно будет разложить на два множителя второй степени, и решение сведётся к решению двух квадратных уравнений.
1. Для решения уравнения {\displaystyle x^{4}+ax^{3}+bx^{2}+cx+d=0} следует перенести все слагаемые, кроме первых двух, в правую часть равенства: уравнение примет вид {\displaystyle x^{4}+ax^{3}=-bx^{2}-cx-d}.
2. Сделаем преобразование: {\displaystyle \left(x^{2}\right)^{2}+2x^{2}\cdot {\dfrac {a}{2}}x=-bx^{2}-cx-d}.
3. Затем следует дополнить левую часть нового равенства до полного квадрата: {\displaystyle \left(x^{2}\right)^{2}+2x^{2}\left({\dfrac {a}{2}}x\right)+\left({\dfrac {a}{2}}x\right)^{2}=\left({\dfrac {a}{2}}x\right)^{2}-bx^{2}-cx-d}, или, что то же самое, {\displaystyle \left(x^{2}+{\dfrac {a}{2}}x\right)^{2}=\left({\dfrac {a^{2}}{4}}-b\right)x^{2}-cx-d}.

Л. Феррари предложил удачный приём введения в обе части уравнения {\displaystyle \left(x^{2}+{\dfrac {a}{2}}x\right)^{2}=\left({\dfrac {a^{2}}{4}}-b\right)x^{2}-cx-d} нового неизвестного {\displaystyle {y}}, которое подбирается так, чтобы обе части уравнения превратились в полный квадрат.